# アルセニー・ロガショフ
アルセニー・マクシーモヴィチ・ロガショフ（ロシア語: Арсений Максимович Логашов、1991年8月20日 - ）は、ロシア・クルスク州、クルスク出身の元同国代表サッカー選手。現役時代のポジションはDF。

## 来歴

### クラブ
1991年、現ロシア・クルスク州の州都クルスクにて生まれた。6歳の頃にサッカーを始め、最初のコーチはセルゲイ・ドンスキフであった。ミッドフィールダー、フォワードを試され最終的にディフェンダーのポジションに就く。2006年、FCスポルトアカデムクラブ・モスクワに招待されリザーブで出場。2008年にはトップチームのロシア・ファーストディビジョン(実質2部)にて18試合に出場をした
。2009年、FCヒムキに移籍をした。同年9月18日、第22節PFCスパルタク・ナリチク戦(0-2)の87分にセバスティアン・サンソニとの交代でピッチに立ちロシア・プレミアリーグデビューを果たした。
2011年7月29日、FCアンジ・マハチカラに5年契約で移籍をし、その直後にFCファーケル・ヴォロネジへレンタル移籍をした。
2017年2月、FKトスノに移籍した。
2017年6月11日、FCバルチカ・カリーニングラードに移籍した。
2018年6月20日、FCロストフに3年契約で移籍した。

### 代表
U-19、U-20、U-21と各年代に招集され出場している。2012年8月15日、コートジボワール代表との親善試合に招集され、前半30分にアレクサンドル・アニュコフ(SB)が負傷したために代替として出場しA代表デビューを飾った。

## 所属クラブ
- FCスポルタカデムクルブ・モスクワ 2008
- FCヒムキ 2009-2011
- FCアンジ・マハチカラ 2011-2013

→ FCファーケル・ヴォロネジ 2011 （loan）
- FCロコモティフ・モスクワ 2013-2016

→ FCロストフ 2013-2014 （loan）
- FKトスノ 2017
- FCバルチカ・カリーニングラード 2017-2018
- FCロストフ 2018-2021

→ FCヒムキ 2020-2021 （loan）
- FCクバン・クラスノダール 2021